# No Way to Say
Singles de Ayumi Hamasaki
Forgiveness
(2003) Moments
(2004)
No Way To Say (écrit : No way to say) est le 31e single original de Ayumi Hamasaki sorti sous le label Avex Trax, excluant ré-éditions, remixes, et son tout premier single.

## Présentation
Le single sort le 6 novembre 2003 au Japon sous le label Avex Trax, produit par Max Matsuura. Il ne sort que deux mois et demi après le précédent single de la chanteuse : Forgiveness. Il atteint la 1re place du classement de l'Oricon. Il se vend à 176 229 exemplaires la première semaine, et reste classé pendant 15 semaines, pour un total de 371 171 exemplaires vendus durant cette période.
Le disque contient sept titres : la chanson-titre, sa version instrumentale, une version remixée et une version acoustique, ainsi que trois autres versions acoustiques des chansons-titres des anciens singles Seasons, Dearest et Voyage.
La chanson-titre sert de thème musical pour une campagne publicitaire pour un lecteur musical de la marque Panasonic. Elle sert aussi de thème musical pour l'émission télévisée Koisuru Hanikami de la chaine TBS. Elle figurera sur le mini-album Memorial Address qui sort le mois suivant, puis sur les compilations A Best 2: Black de 2007 et A Complete: All Singles de 2008. Elle sera également remixée les albums de remix Ayu-mi-x 6 Silver de 2008 et Ayu-mi-x 7 -version House- de 2011.

## Liste des titres
Toutes les paroles sont écrites par Ayumi Hamasaki.
| 1. | No Way to Say "Original Mix" (No way to say...) | Bounceback     | 4:45 |
| 2. | No Way to Say "acoustic version"                | Bounceback     | 4:22 |
| 3. | Seasons "acoustic version" (SEASONS...)         | D・A・I        | 3:37 |
| 4. | Dearest "acoustic orchestra version"            | CREA & D・A・I | 5:28 |
| 5. | Voyage "acoustic orchestra version"             | CREA & D・A・I | 4:55 |
| 6. | No Way to Say "Vandalize/Realize mix"           | Bounceback     | 6:55 |
| 7. | No Way to Say "Original Mix" (instrumental)     | Bounceback     | 4:44 |